# Ставники
Ста́вники (до 1946 року - Парцеляція) — село в Україні, в Львівському районі Львівської області. Населення - 36 осіб. Орган місцевого самоврядування - Жовтанецька сільська рада.